# Chlorurus troschelii
Chlorurus troschelii là một loài cá biển thuộc chi Chlorurus trong họ Cá mó. Loài này được mô tả lần đầu tiên vào năm 1853.

## Từ nguyên
Từ định danh của loài được đặt theo tên của Franz Hermann Troschel, nhà động vật học người Đức.

## Phạm vi phân bố và môi trường sống
C. troschelii có phạm vi phân bố rất nhỏ hẹp ở Đông Ấn Độ Dương. Loài này được ghi nhận từ bờ tây Thái Lan, trải dài theo bán đảo Mã Lai về phía nam đến đảo Sumatra và Java (Indonesia), bao gồm quần đảo Cocos (Keeling) của Úc.
C. troschelii sống gần các rạn san hô ven bờ và trong các đầm phá ở độ sâu khoảng từ 5 đến 25 m.

## Mô tả
C. troschelii có chiều dài cơ thể tối đa được biết đến là 40 cm. Thân thuôn dài, hình bầu dục. Cá cái của C. troschelii với hai loài Chlorurus bleekeri và Chlorurus capistratoides rất khó để phân biệt được chúng: nâu sẫm (phớt đỏ ở bụng và các vây) với các dải sọc trắng ở hai bên thân.
Cá đực của cả 3 loài này cũng có màu sắc khá giống nhau, nhưng C. troschelii được phân biệt bởi vùng màu trắng nhạt ở hai bên má, được viền bởi một vệt sọc màu xanh lục ở trên (vệt xanh này nằm ngay dưới mắt). Ở C. bleekeri, vùng trắng trên má hoàn toàn được viền bởi sọc xanh lục, còn C. capistratoides không có viền xanh bao quanh vùng trắng trên má. C. troschelii được nhiều nhà khoa học xếp vào nhóm chị em với C. bleekeri và Chlorurus bowersi.
Số gai vây lưng: 9; Số tia vây ở vây lưng: 10; Số gai vây hậu môn: 3; Số tia vây ở vây hậu môn: 9; Số tia vây ở vây ngực: 15.

## Sinh thái học
Thức ăn của C. troschelii là tảo. Chúng có thể sống đơn độc hoặc ghép cặp.